# Ouanda-Djallé
Ouanda-Djallé är en subprefektur i Centralafrikanska republiken.   Den ligger i prefekturen Vakaga, i den nordöstra delen av landet, 700 km nordost om huvudstaden Bangui. Antalet invånare är 2 839.
Omgivningarna runt Ouanda-Djallé är huvudsakligen savann. Trakten runt Ouanda-Djallé är nära nog obefolkad, med mindre än två invånare per kvadratkilometer.